# Novoromantismus
Termínem novoromantimus je označován:
1. v literatuře
  - jednak tzv. pozdní romantismus, tj. romantická literární díla vznikající zhruba v druhé polovině 19. století (ale i na počátku století dvacátého), kdy se stal vůdčím literárním proudem kritický realismus (např. Alfred Tennyson, Joseph Sheridan Le Fanu, Robert Louis Stevenson, Hugo von Hofmannsthal, Edmond Rostand, Alexandr Grin, Stefan Żeromski, Jaroslav Vrchlický, Julius Zeyer, Ambrose Bierce nebo José Martí).[1]
  - jednak jde o souhrnné označení pro různé umělecké směry a proudy objevující se zhruba v letech 1890 až 1920, jehož představitelé většinou epigonsky a vyumělkovaně napodobovali složitý a archaistický sloh pozdního romantismu a obnovili tím v literatuře romantickou tajemnost, zešeřelost a světobol, konzervativní kult minulosti a katolictví, ale také mystiku a morbidnost (novoromantismus v tomto pojetí zahrnuje i dekadenci a symbolismus).[1]
2. v hudbě proud vzniklý kolem roku 1830, se kterým je díky vědomému zdůrazňování národního charakteru umění spjat vznik národních hudebních škol v druhé polovině 19. století. Jeho představitelům (k nejvýznamnějším patřili Richard Wagner, Hector Berlioz a Ferenc Liszt) již přestalo stačit samotné hudební vyjádření, a proto se snažili o syntézu více uměleckých druhů, což vedlo ke vzniku tzv. programní hudby. Hlavními hudebními formami byla symfonie, programní předehra, symfonická báseň a hudební drama spojující hudbu s literaturou a dramatem.[2]